# ⁿ
Cette page contient des caractères spéciaux ou non latins. S’ils s’affichent mal (▯, ?, etc.), consultez la page d’aide Unicode.
ⁿ, appelée n en exposant, n supérieur ou lettre modificative n, est un graphème utilisé dans l’écriture de l’amuzgo de Guerrero, du kanza, du mazatèque de Chiquihuitlán, de l’omaha-ponca, et dans la transcription Pe̍h-ōe-jī de certains dialectes du minnan, et est un symbole de l’alphabet phonétique international. Il est formé de la lettre n mise en exposant.

## Utilisation
Dans l’alphabet phonétique international, ‹ ⁿ › représente la prénasalisation de la consonne qui le suit, ou la désocclusion nasale (en) de la consonne qui le précède.

## Représentations informatiques
La lettre modificative n peut être représenté avec les caractères Unicode suivants (Exosants et indices) :
| formes       | représentations | chaînes de caractères | points de code | descriptions                       | note                            |
| ------------ | --------------- | --------------------- | -------------- | ---------------------------------- | ------------------------------- |
| modificative | ʰ               | ⁿ                     | U+207F         | exposant lettre minuscule latine n | codé pour le symbole phonétique |